# Javier Sánchez
Pour les articles homonymes, voir Sánchez.
Javier Sánchez Vicario, né le 1er février 1968 à Pampelune, est un ancien joueur de tennis professionnel espagnol.
23e joueur mondial en simple sur le circuit ATP (le 6 juin 1994), il a gagné 4 tournois. En double, il a remporté 26 tournois et atteint le 9e rang mondial le 30 avril 1989.
Il est le frère de la célèbre joueuse Arantxa Sánchez Vicario et du joueur de tennis espagnol Emilio Sánchez.

## Parcours dans les tournois duGrand Chelem

### En simple
| Année | Open d'Australie | Open d'Australie | Internationaux de France | Internationaux de France | Wimbledon       | Wimbledon     | US Open         | US Open      |
| ----- | ---------------- | ---------------- | ------------------------ | ------------------------ | --------------- | ------------- | --------------- | ------------ |
| 1987  | —                | —                | 2e tour (1/32)           | M. Schapers              | 1er tour (1/64) | M. Schapers   | 1er tour (1/64) | J. Nyström   |
| 1988  | —                | —                | 2e tour (1/32)           | P. Cash                  | 1er tour (1/64) | E. Sánchez    | 1er tour (1/64) | A. Gómez     |
| 1989  | —                | —                | 1er tour (1/64)          | É. Winogradsky           | —               | —             | 2e tour (1/32)  | M. Šrejber   |
| 1990  | 3e tour (1/16)   | V. Paloheimo     | 1/8 de finale            | M. Chang                 | —               | —             | 1er tour (1/64) | J. McEnroe   |
| 1991  | 1er tour (1/64)  | P. Haarhuis      | 1er tour (1/64)          | J. Oncins                | 2e tour (1/32)  | K. Nováček    | 1/4 de finale   | S. Edberg    |
| 1992  | 1er tour (1/64)  | M. Stich         | 1er tour (1/64)          | M. Gustafsson            | 2e tour (1/32)  | J. Bates      | 3e tour (1/16)  | E. Sánchez   |
| 1993  | 1er tour (1/64)  | A. Olhovskiy     | 2e tour (1/32)           | J. Svensson              | 1er tour (1/64) | W. Masur      | 3e tour (1/16)  | W. Masur     |
| 1994  | 1er tour (1/64)  | S. Edberg        | 1er tour (1/64)          | D. Vacek                 | —               | —             | 1er tour (1/64) | A. Chesnokov |
| 1995  | 1er tour (1/64)  | H. Dreekmann     | 2e tour (1/32)           | A. Boetsch               | —               | —             | 1er tour (1/64) | M. Stich     |
| 1996  | 1er tour (1/64)  | M. Washington    | 1er tour (1/64)          | S. Bruguera              | 1er tour (1/64) | R. Krajicek   | 1/4 de finale   | M. Chang     |
| 1997  | 1er tour (1/64)  | M. Rosset        | 1er tour (1/64)          | M. Woodforde             | 2e tour (1/32)  | I. Kafelnikov | 2e tour (1/32)  | F. Mantilla  |
| 1998  | 1er tour (1/64)  | T. Martin        | 1er tour (1/64)          | J. A. Viloca             | 1er tour (1/64) | P. Korda      | 1er tour (1/64) | G. Grant     |
| 1999  | 1er tour (1/64)  | A. Pavel         | —                        | —                        | —               | —             | —               | —            |

N.B. : à droite du résultat se trouve le nom de l'ultime adversaire.

### En double
| Année | Open d'Australie             | Open d'Australie           | Internationaux de France       | Internationaux de France | Wimbledon                   | Wimbledon            | US Open                     | US Open                  |
| ----- | ---------------------------- | -------------------------- | ------------------------------ | ------------------------ | --------------------------- | -------------------- | --------------------------- | ------------------------ |
| 1987  | —                            | —                          | 2e tour (1/16) T. Carbonell    | J. Arias E. Korita       | —                           | —                    | 1er tour (1/32) C. Di Laura | P. Annacone M. De Palmer |
| 1988  | —                            | —                          | 1er tour (1/32) T. Carbonell   | A. Boetsch L. Courteau   | 1er tour (1/32) L. Lavalle  | R. Leach J. Pugh     | 2e tour (1/16) T. Carbonell | R. Leach J. Pugh         |
| 1989  | —                            | —                          | 1/4 de finale S. Casal         | J. Fitzgerald A. Järryd  | —                           | —                    | 1/8 de finale O. Camporese  | K. Flach R. Seguso       |
| 1990  | 2e tour (1/16) K. Evernden   | T. Woodbridge S. Youl      | 1er tour (1/32) D. Wheaton     | P. Aldrich D. Visser     | —                           | —                    | 2e tour (1/16) O. Camporese | R. Deppe B. Garnett      |
| 1991  | 1er tour (1/32) O. Camporese | J. Brown S. Salumaa        | 1er tour (1/32) S. Živojinović | U. Riglewski M. Stich    | 1er tour (1/32) D. Nargiso  | P. Albano S. Cannon  | 1er tour (1/32) R. Fromberg | P. Korda K. Nováček      |
| 1992  | 2e tour (1/16) A. Gómez      | T. Nijssen C. Suk          | 1er tour (1/32) A. Gómez       | P. Galbraith P. McEnroe  | —                           | —                    | 1er tour (1/32) D. Nargiso  | S. Cannon G. Van Emburgh |
| 1993  | 1/4 de finale G. Muller      | M. Kratzmann W. Masur      | 2e tour (1/16) C. Motta        | G. Ivanišević H. Leconte | —                           | —                    | 1/4 de finale D. Nargiso    | M. Damm K. Nováček       |
| 1994  | 1er tour (1/32) W. Ferreira  | J. de Beer J.-L. de Jager  | 2e tour (1/16) M.-K. Goellner  | J.-P. Fleurian S. Simian | —                           | —                    | 1er tour (1/32) N. Pereira  | T. Nijssen C. Suk        |
| 1995  | 1er tour (1/32) L. Lobo      | M. Damm K. Nováček         | 1er tour (1/32) L. Lobo        | J. Hlasek D. Wheaton     | —                           | —                    | 1er tour (1/32) L. Lobo     | P. Kilderry K. Kinnear   |
| 1996  | 2e tour (1/16) L. Lobo       | S. Lareau A. O'Brien       | 1/8 de finale L. Lobo          | I. Kafelnikov D. Vacek   | 1er tour (1/32) S. Draper   | M. Ardinghi N. Bruno | 1/4 de finale L. Lobo       | G. Forget J. Hlasek      |
| 1997  | 1/8 de finale L. Lobo        | M. Knowles D. Nestor       | 2e tour (1/16) L. Lobo         | J. Eagle A. Florent      | —                           | —                    | 2e tour (1/16) L. Lobo      | D. Randall J. Waite      |
| 1998  | 1/4 de finale L. Lobo        | T. Woodbridge M. Woodforde | 2e tour (1/16) L. Lobo         | F. Bergh P. Nyborg       | —                           | —                    | 1/4 de finale L. Lobo       | M. Bhupathi L. Paes      |
| 1999  | 1er tour (1/32) F. Roig      | D. Flach M. Merklein       | 1/8 de finale J. Siemerink     | P. Albano T. Carbonell   | 1er tour (1/32) N. Lapentti | D. Dilucia P. Rosner | 1er tour (1/32) A. Martín   | D. Johnson C. Suk        |

N.B. : le nom du ou de la partenaire se trouve sous le résultat ; le nom des ultimes adversaires se trouve à droite.

### En double mixte
| Année | Open d'Australie                 | Open d'Australie         | Internationaux de France       | Internationaux de France | Wimbledon | Wimbledon | US Open | US Open |
| ----- | -------------------------------- | ------------------------ | ------------------------------ | ------------------------ | --------- | --------- | ------- | ------- |
| 1993  | 1/4 de finale C. Martínez        | A. Sánchez T. Woodbridge | —                              | —                        | —         | —         | —       | —       |
| 1994  | 1er tour (1/16) I. Gorrochategui | N. Medvedeva P. Haarhuis | 1/8 de finale I. Gorrochategui | A. Coetzer L. Bale       | —         | —         | —       | —       |
| 1995  | 1/4 de finale L. McNeil          | H. Suková T. Woodbridge  | —                              | —                        | —         | —         | —       | —       |

N.B. : le nom de la partenaire se trouve sous le résultat ; le nom des ultimes adversaires se trouve à droite.